# Archivio per la memoria e la scrittura delle donne Alessandra Contini Bonacossi
L'Archivio per la memoria e la scrittura delle donne Alessandra Contini è una associazione volta promuovere la valorizzazione e conservazione della memoria e della scrittura delle donne.

## Storia
L'associazione è nata a Firenze nell'ottobre 1998 da un gruppo di donne interessate alla valorizzazione e conservazione della memoria e della scrittura femminile. È stata intitolata ad Alessandra Contini Bonacossi dopo la sua morte avvenuta nel luglio 2006.
Nel corso degli anni ha curato ricerche, prodotto pubblicazioni, svolto una intensa attività di organizzazione di conferenze, incontri ecc.

## Progetti di ricerca
L'associazione promuove attività di recupero, inventariazione e studio di archivi di donne in Toscana in un arco di tempo che va dal XVI secolo ai nostri giorni in collaborazione con il Ministero per i Beni e le Attività Culturali, l'Archivio di Stato di Firenze, l'Università di Firenze, la Sovrintendenza Archivistica per la Toscana, la Regione Toscana.

## Pubblicazioni
L'associazione pubblica di alcune serie e collane editoriali in collaborazione con varie case editrici: Scrittura e memoria delle donne (presso la Firenze University Press), Il Genio Femminile (presso Società editrice fiorentina) e Memoria e scrittura delle donne (presso la Edizioni di Storia e Letteratura) 
Scrittura e memoria delle donne
- Jane Oulman Besaude, Memorie, a cura di Luisa Levi D'Ancona, FUP, 2016
- Elisabetta De Troja, Anna Frachi: L'indocile scrittura. Passione civile e critica d'arte, FUP, 2016
- Cristina di Lorena, Lettere alla figlia Caterina de' Medici Gonzaga duchessa di Mantova (1617-1629), a cura di Beatrice Biagioli e Elisabetta Stumpo, postfazione di Maria Pia Paoli, FUP 2015
- Caterina Del Vivo (a cura di), In esilio e sulla scena. Lettere di Lauretta Cipriani Parra, Giuseppe Montanelli e Adelaide Ristori, Firenze, FUP, 2014.
- Helle Busacca, Diario epistolare a Corrado Pavolini, a cura di Serena Manfrida. FUP, Firenze, 2014
- "Ti lascio con la penna, non col cuore". Lettere di Eleonora Rinuccini al marito Neri dei principi Corsini. 1835-1858. A cura di Cristina Badon, FUP, 2012
- Azzurra Tafuro, Madre e patriota. Adelaide Bono Cairoli, FUP, 2011
- Videovoci. Interviste di scrittrici, a cura di Eleonora Brandigi, con introduzione di Maria Fancelli. FUP, Firenze 2011

Il Genio Femminile
- Liliana Ugolini, Sororità. Ritratti dal diario del 2009. SEF, Firenze 2014
- Alessia Ballini, Virginia Woolf. Ho comprato la mia libertà, a cura di Dario Landi, Serena Landi. SEF, Firenze, 2013
- Eleonora Brandigi, Amélie Nothomb. La cosmetica delle lingue. SEF, Firenze, 2012
- Dina Ferri e altre scrittrici toscane tra Ottocento e Novecento. Atti del convegno di studi su poetesse e scrittrici tra Ottocento e Novecento in omaggio a Dina Ferri nel centenario della nascita. a cura di Daniele Montagnani. SEF, Firenze 2011
- Fès e Firenze. Città delle donne. Un contributo e una riflessione comune sulla questione di genere tra Italia e Marocco. SEF, Firenze 2010
- Serena Manfrida, Helle Busacca. La scala ripida verso le stelle. SEF, Firenze 2010
- Ernestina Pellegrini e Eleonora Pinzuti (a cura di) Bestiari di genere. SEF, Firenze 2008
- Roberta Alunni, Alda Merini. L'"Io" in scena. SEF, Firenze 2008

Serie Memoria e scrittura delle donne
- Alessandra Contini e Anna Scattigno (a cura di), Carte di donne. Per un censimento regionale della scrittura delle donne dal XVI al XX secolo. Vol. II, Atti della giornata di studio, Firenze, Archivio di Stato, 3 febbraio 2005, Edizioni di Storia e Letteratura, collana "Sussidi eruditi" 75, Roma 2007
- Alessandra Contini e Anna Scattigno (a cura di), Carte di donne. Per un censimento regionale della scrittura delle donne dal XVI al XX secolo. Vol. I, Atti della giornata di studio, Firenze, Archivio di Stato, 5 marzo 2001, Edizioni di Storia e Letteratura, collana "Sussidi eruditi" 64, Roma 2005
- Stefania Pavan (a cura di), Le carte di Marija Olsuf'eva nell'Archivio contemporaneo Gabinetto G. P. Vieusseux, Edizioni di Storia e Letteratura, Roma 2002
- Laura Melosi, Profili di donne. Dai fondi dell'Archivio contemporaneo Gabinetto G. P. Vieusseux, Edizioni di Storia e Letteratura, Roma 2001
- Ernestina Pellegrini - Beatrice Biagioli, Rina Sara Virgillito. Poetica, testi inediti, inventario delle carte, Edizioni di Storia e Letteratura, Roma 2001